# Dům U Černého Noha
Dům U Černého Noha, nebo také U černého gryfa, někdy zvaný také Jägrův dům, je původně měšťanský dům v Praze 1 na Malé Straně, Maltézské náměstí č.p. 475/5. Od roku 1964 je chráněn jako kulturní památka.

## Historie a popis
Dům byl zmiňován v 16. století, v roce 1576 se mu říkalo Na korábě. Po renesanční přestavbě byl ve druhé polovině 17. století označován jako dům U černého noha (také U černého gryfa, protože pojmy "pták Noh" a "gryf" bývaly ztotožňovány).
Nynější podobu získal při pozdně barokní přestavbě z let 1767–1770, provedenou podle Josefa Jägera, který byl tehdy i majitelelem a v domě pak bydlel (ve stejné době vystavěl i sousední palác Turbů). Původně bylo v přízemí domu podloubí, které bylo později přestavěno na krámky.
Dvoupatrová budova výrazně vystupuje do prostoru Maltézského náměstí. Uliční průčelí se štukovou výzdobou je šestiosé, první osy na obou bočních fasádách jsou řešeny obdobně. Dvorní křídlo domu je pozdější, až z druhé čtvrtiny 19. století.
Dům byl využíván jako obytný. Je v soukromém vlastnictví a sídlí v něm velvyslanectví Dánského království.